# Nördlichen SpVgg 1905 Niederschönhausen
Nördlichen SpVgg 1905 Niederschönhausen was een Duitse voetbalclub uit de hoofdstad Berlijn. 

## Geschiedenis
In 1905 werd SC Niederschönhausen 05 opgericht. In 1924 werd de club kampioen van de Nordkreis in de tweede klasse van de Brandenburgse competitie en promoveerde zo naar de hoogste klasse. Daar werd de club voorlaatste en degradeerde terug. De volgende jaren eindigde de club in de middenmoot. In 1929 werd maar net een degradatie vermeden. 
In 1930 fuseerde de club met VfR 07 Berlin en BFC Nord 08 tot Nördlichen SpVgg 1905 Niederschönhausen. De fusieploeg eindigde samen met SC Charlottenburg op een degradatieplaats en na een play-off moest de club degraderen. Na één seizoen keerde de club terug en eindigde in 1932/33 op een tweede plaats in zijn groep achter Berliner FV Ost. 
Hierna werd de Gauliga Berlin-Brandenburg opgericht als nieuwe hoogste klasse. De club slaagde er nooit in hiernaar te promoveren. Na de Tweede Wereldoorlog werden alle Duitse voetbalclubs ontbonden, deze club werd nooit meer heropgericht. 